# 플로이드 메이웨더 주니어 대 로건 폴
〈플로이드 메이웨더 주니어 대 로건 폴〉은 2021년 6월 6일 미국 플로리다주 마이애미 가든스에서 열릴 권투 경기로, 5체급을 석권한 무패의 복서 플로이드 메이웨더 주니어와 2000천만의 유투버 로건 폴이 복싱 대결이다.

## 신경전
메이웨더와 로건 폴은 7일 미국 마이애미 하드록 스타디움에서 다음달 맞대결을 앞두고 홍보행사를 열었다. 말싸움을 이어가다 동생 제이크 폴이 메이웨더의 모자를 벗기면서 이들의 몸싸움이 이어졌다. 메이웨더는 “내가 널 죽여버리겠다 F***”라고 욕을 하며 흥분을 감추지 못하고 달려들었고 곧바로 경호원들이 이들을 말리며 분위기는 아수라장이 됐다. 제이크는 이 과정에서 경미한 부상을 입기도 했다.

## 같이 보기
- 플로이드 메이웨더 주니어 대 코너 맥그레거